# Pammachio
Pammachio (Roma, 340 – Roma, 409) è stato un senatore romano, in stretti rapporti con Girolamo, Agostino d'Ippona e Paolino di Nola: è venerato come santo dalla Chiesa cattolica.

## Biografia
Figlio del senatore Bizante, frequentò in gioventù la scuola di retorica di Girolamo e attorno al 385 sposò una donna di nome Paolina, figlia di Paola: fu uno dei capi del partito cristiano in senato. 
Mantenne sempre un fitto rapporto epistolare con Girolamo, con cui discuteva di questioni teologiche, e che gli dedicò alcuni dei suoi scritti: tentò, senza successo, di indurlo a moderare il linguaggio che usava contro i suoi oppositori (contro Gioviniano).
Nel 401 Agostino gli inviò una lettera (Ep. LVIII) per ringraziarlo di aver scritto ai cristiani di Numidia (dove Pammachio possedeva numerose proprietà) invitandoli ad abbandonare lo scisma donatista.
Quando sua moglie morì di parto (387), Pammachio si fece monaco e iniziò a dedicarsi all'attività caritativa: insieme a Fabiola fondò lo xenodochio di Porto, presso la foce del Tevere, destinato ad ospitare gratuitamente i pellegrini poveri e i malati; nel 398 fondò anche la basilica dei Santi Giovanni e Paolo (in origine chiamata titulus Byzantii o Pammachii), che inglobò quella che doveva essere l'abitazione della sua famiglia (ancora visibile nei sotterranei della chiesa), adibita a domus ecclesiae sin dalla fine del I secolo.

## Culto
Memoria liturgica il 30 agosto.
(Martirologio Romano)